# Hermodor (filòsof epicuri)
Hermodor (grec antic: Ἑρμόδωρος, llatí: Hermodorus) va ser un filòsof epicuri grec del qual només fa menció Llucià (Ἰκαρομένιππος. 16), qui el qualifica de filòsof i només en diu que va cometre perjuri per un suborn de mil dracmes.